# Tsunenaga Hasekura
Tsunenaga Hasekura (jap. 支倉 常長 Hasekura Tsunenaga; ur. w 1571, zm. 7 sierpnia 1622) – japoński samuraj, wysłannik Japonii do papieża Pawła V, pierwszy japoński ambasador w Europie. Przed zmianą imienia nazywał się Nagatsune Roku’uemon (jap. 六右衛門長経 Roku’uemon Nagatsune). Jego chrześcijańskie imię brzmi Don Felipe Francisco Hasekura.

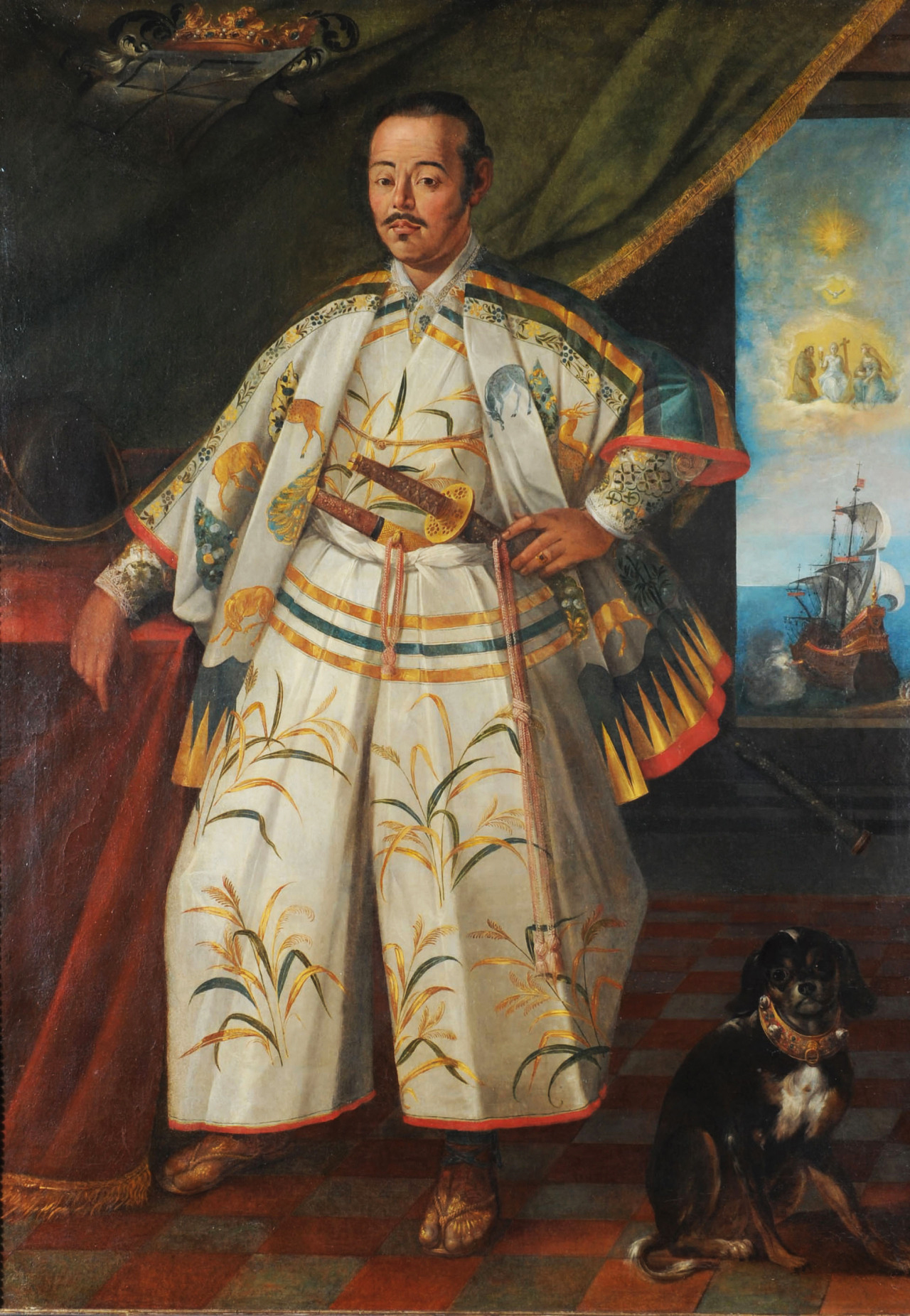
Portret Tsunenagi Hasekury z czasu jego misji w Rzymie w 1615, malował go Claude Deruet, Galeria Borghese

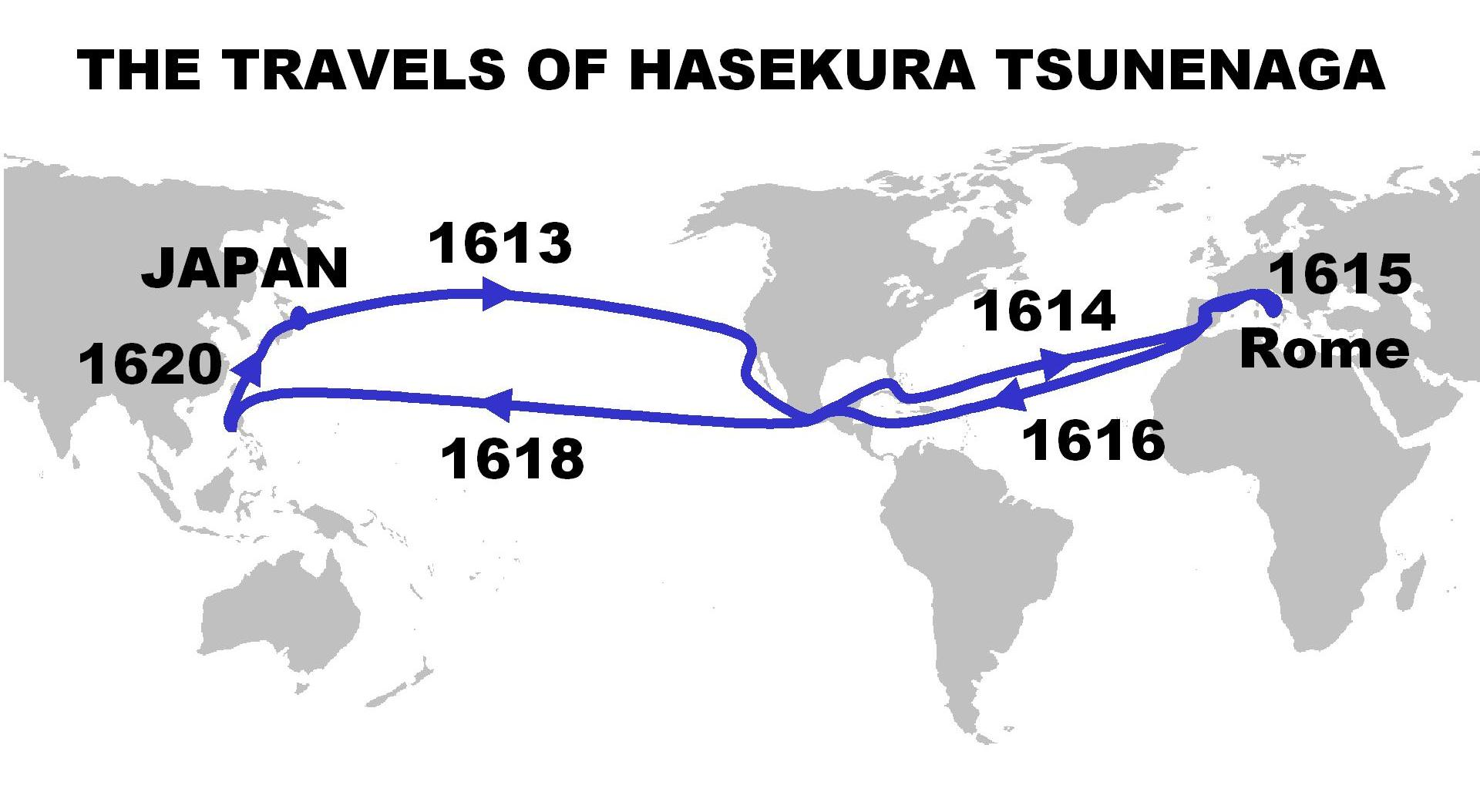
Trasy i daty podróży Tsunenagi Hasekury

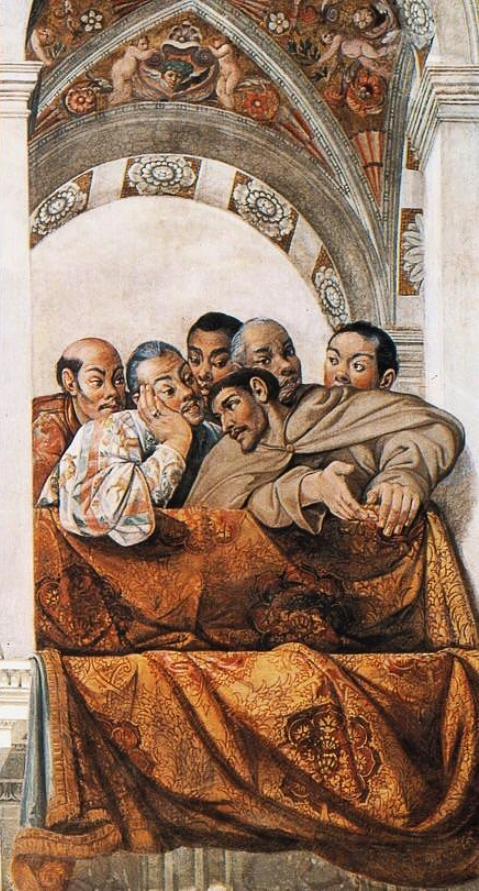
Hasekura podczas rozmowy z franciszkaninem Luisem Sotelo, w obecności innych członków japońskiej misji. Fresk "Chwała papieża Pawła V", Sala Regia, Pałac Kwirynalski, Rzym, 1615

Tsunenaga Hasekura został wysłany jako przywódca poselstwa Japonii do krajów europejskich, zwłaszcza na dwór papieża Pawła V. Wyruszył w 1613 na pokładzie jednego z pierwszych japońskich żaglowców europejskiego typu, galeonu o nazwie „San Juan Bautista”. Dotarł do Acapulco, stamtąd do Veracruz i dalej do Europy. W drodze powrotnej przemierzył powtórnie Meksyk w 1619, skąd odpłynął do Manili na Filipinach i dalej do Japonii, gdzie przybył w 1620. Niedługo po powrocie do kraju zachorował i umarł.
Ze względu na to, że w czasie nieobecności Hasekury w Japonii zaczęły przeważać nastroje antychrześcijańskie i izolacjonalistyczne (sakoku), jego podróż nie przyniosła żadnych następstw. On sam został zapomniany, a jego rodzina zabita wkrótce po jego śmierci.
Pamięć o wielkiej podróży Hasekury powróciła dopiero po zakończeniu okresu izolacjonizmu, w XIX wieku.
W XX wieku japoński pisarz Shūsaku Endō uczynił Hasekurę bohaterem swojej powieści "Samuraj".